# The Essential Status Quo
The Essential Status Quo è il sesto album di raccolta del gruppo musicale britannico Status Quo, pubblicato il 1º gennaio 2001. 
Si tratta di una tripla raccolta e comprende solo brani della band appartenenti agli anni '70 e '80, dall'album Piledriver del 1972 fino a Perfect Remedy del 1989.
Stranamente, la canzone Ain't complaining fu inclusa sia sul volume 1 che sul volume 3. Inoltre, non vennero inseriti molti dei pezzi di maggior successo della band (quali, ad es., Marguerita Time, Ol' Rag Blues, In the Army Now o Wild Side of Life),  poiché il prodotto mirava a fornire una panoramica soddisfacente anche con riferimento a brani della band meno rinomati o commerciali.
Il primo volume, pur non entrando mai nelle classifiche inglesi, riuscì a mantenere nel tempo livelli di vendita costanti ed ottenne la certificazione di disco d'oro il 23/07/2013.
I tre dischi furono anche pubblicati tutti insieme in un unico box, anch'esso certificato disco d'oro il 31/01/2014.

## Tracce
Vol.1
1. Down Down – 3:49
2. Night Ride – 3:47
3. Mad About The Boy – 3:32
4. For You – 3:01
5. Rockin' All Over The World – 3:31
6. Long Legged Linda – 3:28
7. Medley: Come On Rock With Me / Rockin' On – 6:33
8. Over The Edge – 4:31
9. Something 'Bout You Baby I Like – 2:48
10. I Love Rock And Roll – 3:14
11. The Wanderer – 3:27
12. Overdose – 5:14
13. Dreamin' – 3:02
14. Everytime I Think Of You – 3:47
15. Magic – 3:45
16. Ain't Complaining – 3:57
17. Going Down For The First Time – 3:59
18. Perfect Remedy – 4:38

Vol.2
1. Roll Over Lay Down – 5:40
2. Is There A Better Way – 3:28
3. Dirty Water – 3:50
4. Whatever You Want – 3:49
5. Broken Man – 4:12
6. Hold You Back – 4:30
7. Lies – 3:56
8. I Should Have Known – 3:29
9. Little Dreamer – 4:02
10. Caroline – 3:44
11. In My Chair (live) – 3:32
12. Never Too Late – 4:00
13. Fine Fine Fine – 2:29
14. Backwater – 4:32
15. A Mess Of Blues – 3:19
16. Oh What A Night – 3:40
17. Big Fat Mama – 5:52
18. Paper Plane – 2:57

Vol.3
1. Again And Again – 3:40
2. Don't Waste My Time – 4:19
3. Break The Rules – 3:38
4. End Of The Line – 4:59
5. What You're Proposin' – 3:49
6. Roadhouse Blues – 7:28
7. Dear John – 3:11
8. Shady Lady – 3:00
9. Living On An Island – 3:44
10. Burning Bridges – 3:51
11. Forty Five Hundred Times (live) – 6:16
12. Can't Be Done – 3:02
13. Unspoken Words – 5:03
14. Let Me Fly – 4:22
15. Ain't Complaining – 3:57
16. Enough Is Enough – 2:53
17. Can't Give You More – 4:15
18. Rain – 4:34